# SPARCstation 20

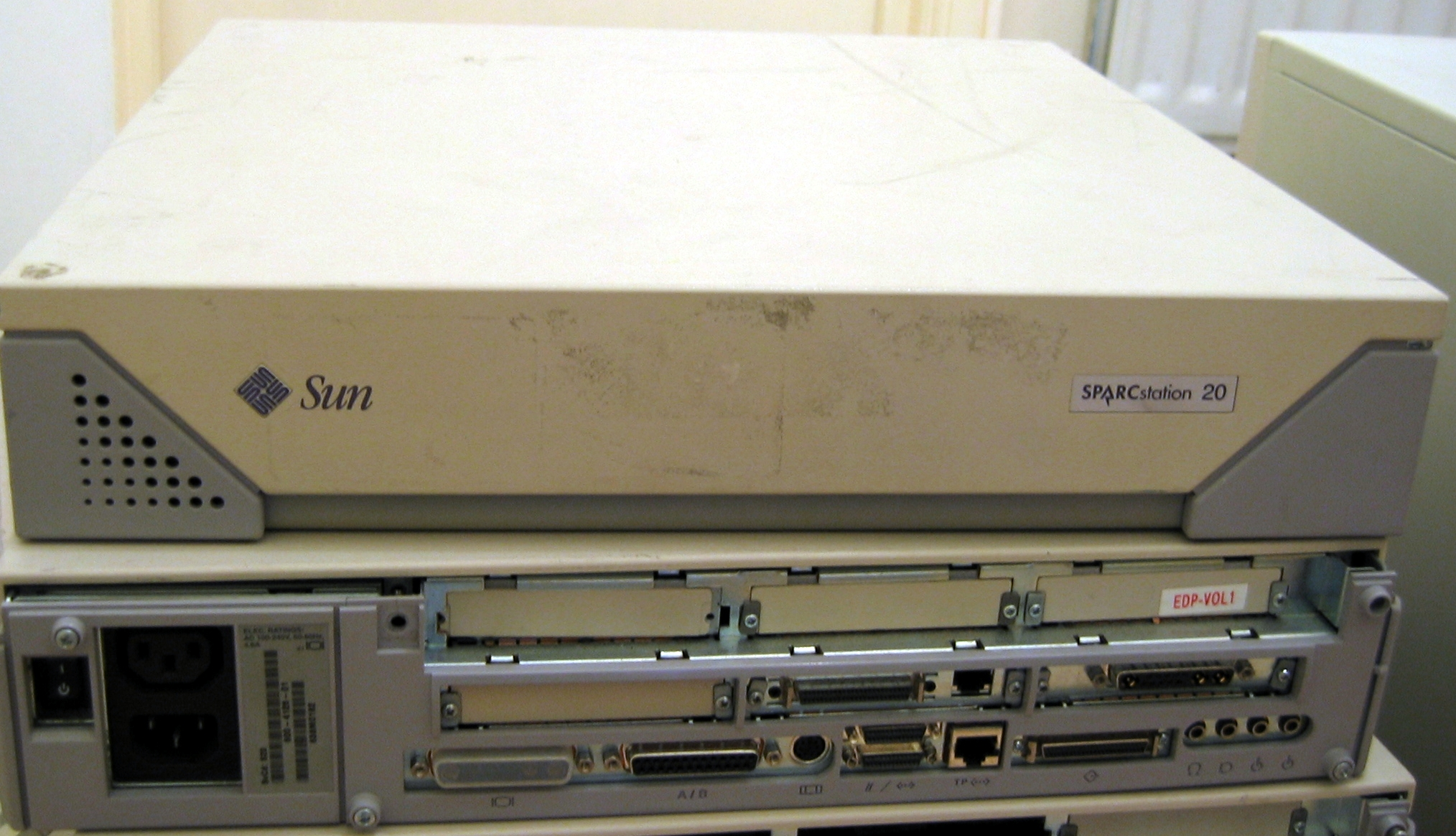
SPARCstation 20, vue avant et arrière

La SPARCstation 20 (alias SS20, nom de code Kodiak) est une Station de travail de Sun Microsystems, basée sur des microprocesseurs SuperSPARC ou hyperSPARC. C'était le dernier modèle des ordinateurs "pizza box" de Sun, qui furent remplacés par le design des Ultra en 1995.

## Spécifications

### CPU

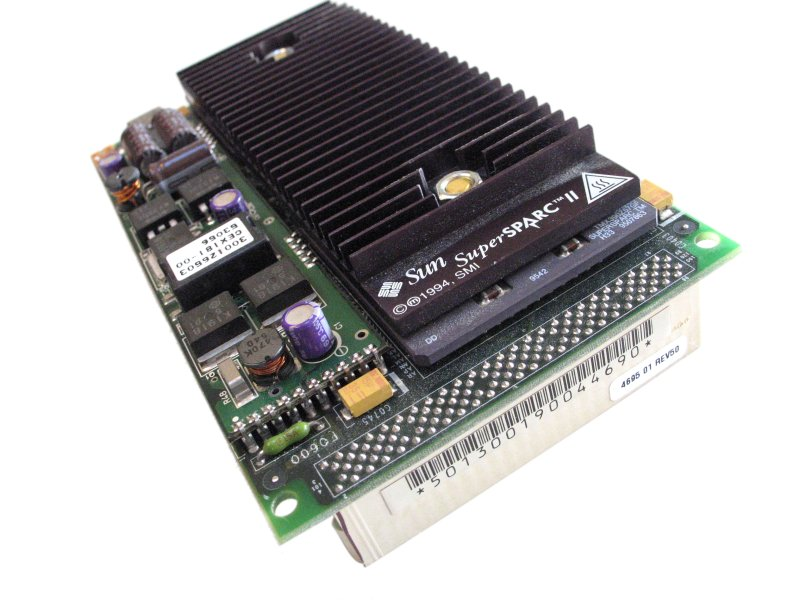
Module CPU MBus SM71 d'une SPARCstation

La SPARCstation 20 avait deux ports MBus à 50MHz, qui lui permettaient d'utiliser des processeurs plus rapides que la SPARCstation 10. Avec deux modules dual-processeurs et un firmware mis à jour, la SPARCstation 20 supportait un maximum de 4 CPU. Le processeur le plus rapide fabriqué pour cette machine était le hyperSPARC Ross à 200MHz.
La PROM de l'ordinateur détermine la compatibilité processeur. La version 2.25r fut la dernière équipant les SPARCstation 20.

### Mémoire
L'ordinateur possède 8 slots de DSIMM 200 broches, et supporte un maximum de 512Mo de mémoire avec des modules de 64Mo. Les modules mémoire de la SPARCstation 20 sont compatibles avec les SPARCstation 10, Sun Ultra 1, et les autres ordinateurs des familles sun4m et sun4d, mais ils sont physiquement incompatibles avec les slots SIMM trouvés dans les compatibles PC.
2 des 8 slots SIMM sont plus larges que les autres et peuvent être utilisés avec des périphériques qui ne sont pas de la mémoire, comme des cartes cache (NVSIMM) ou vidéo (VSIMM).

### Disques

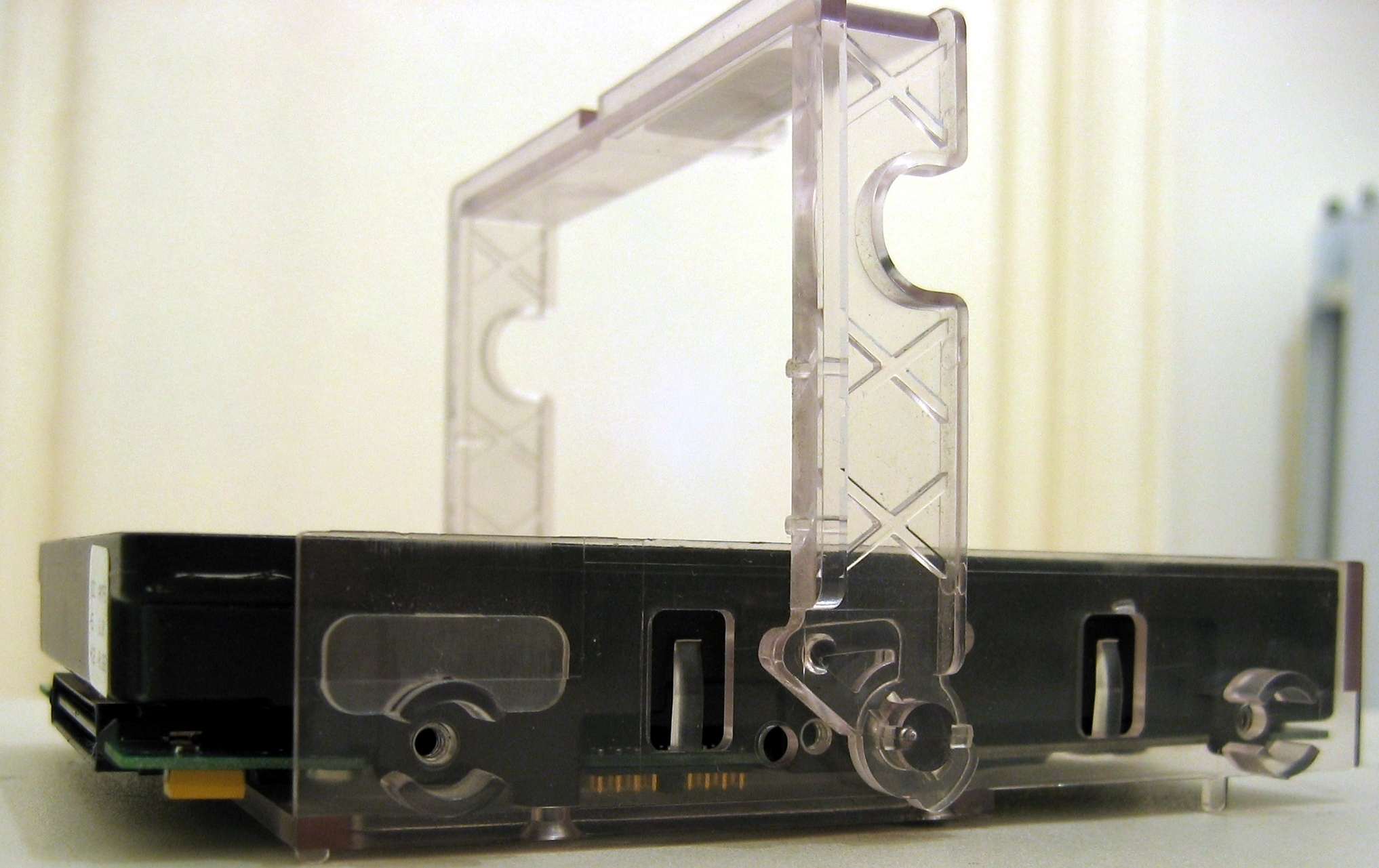
Emplacement SCSI de la SPARCstation 20 avec un lecteur

La SPARCstation 20 possède deux baies SCA internes, un connecteur SCSI externe, et deux baies pour des lecteurs de CD-ROMs ou de disquettes. Les baies pour les lecteurs de CD ou disquettes sont légèrement plus étroites qu'une baie 3,5" standard et des équipements prévus pour les PC ne tiennent pas dedans.
Le contrôleur SCSI est intégré à la carte mère. La machine ne supporte pas de lecteurs IDE
Une limitation de toutes les versions de la PROM OpenBoot empêche ces ordinateurs de s'amorcer sur des partitions dont la taille dépasse 2Go.

### Réseau
la SPARCstation 20a une interface Ethernet 10BASE-T AMD Lance. D'autres interfaces peuvent être ajoutées en installant des cartes SBus.

### Capacités graphiques
La machine possède une prise vidéo 13W3 intégrée pilotée par un framebuffer SX (CG14), en option, construit sur un VSIMM. Le VSIMM est disponible en version 4Mo ou 8Mo, qui peut fournir du 1280x1024 (8Mo) ou du 1152x900 (4Mo) en 24-bit de profondeur. Si deux VSIMM sont installés, une carte vidéo auxiliaire doit aussi être présente pour avoir une deuxième prise vidéo 13W3. Sinon, des cartes SBus peuvent aussi être utilisées, dont les ZX (Leo), Turbo GX (CG6) et autres.

### Son
La machine possède un son intégré avec 4 jacks audio standard de 3,5mm pour le casque, un micro, une entrée et une sortie.

## NVRAM
La SPARCstation 20 utilise une NVRAM pour garder en mémoire les données du système, dont le numéro de série et l'adresse MAC. Si la batterie de la puce meurt, la NVRAM doit être réinitialisée.

## OS supportés
SunOS 4.1.3_U1B et plus, Solaris 2.3 à 9, Linux (Debian, Gentoo, SuSE 7.0 - 7.3, et d'autres), MirBSD, NetBSD et OpenBSD tournent sur la SPARCstation 20. Avec certains modules processeurs, (Sun SuperSPARC seulement), NeXTSTEP 3.3 et OPENSTEP 4.x marchent aussi.

## Documentation Sun
- (en) SPARCstation 20 System Configuration Guide
- (en) SPARCstation 20 Service Manual
- (en) Sun4m Boot PROM Revisions